# Fàysal (nom)
Fàysal és un nom masculí àrab (àrab: فيصل, Fayṣal) que literalment significa ‘jutge’, ‘àrbitre’, o bé ‘sabre esmolat’ i, d'aquí, ‘criteri’ (i.e. «que “talla” entre dues eleccions»). Si bé Fàysal és la transcripció normativa en català del nom en àrab clàssic, és molt habitual modernament la transcripció Faisal, així com se'l pot trobar transcrit Faysal, Feisal… Aquest nom també el duen musulmans no arabòfons que l'han adaptat a les característiques fòniques i gràfiques de la seva llengua: àzeri: Feyzal; bosnià: Fejsal; indonesi: Faisal o Feisal; kurd: Faysal; turc: Faysal.
Vegeu aquí personatges i llocs que duen aquest nom.